# Generador de Marx

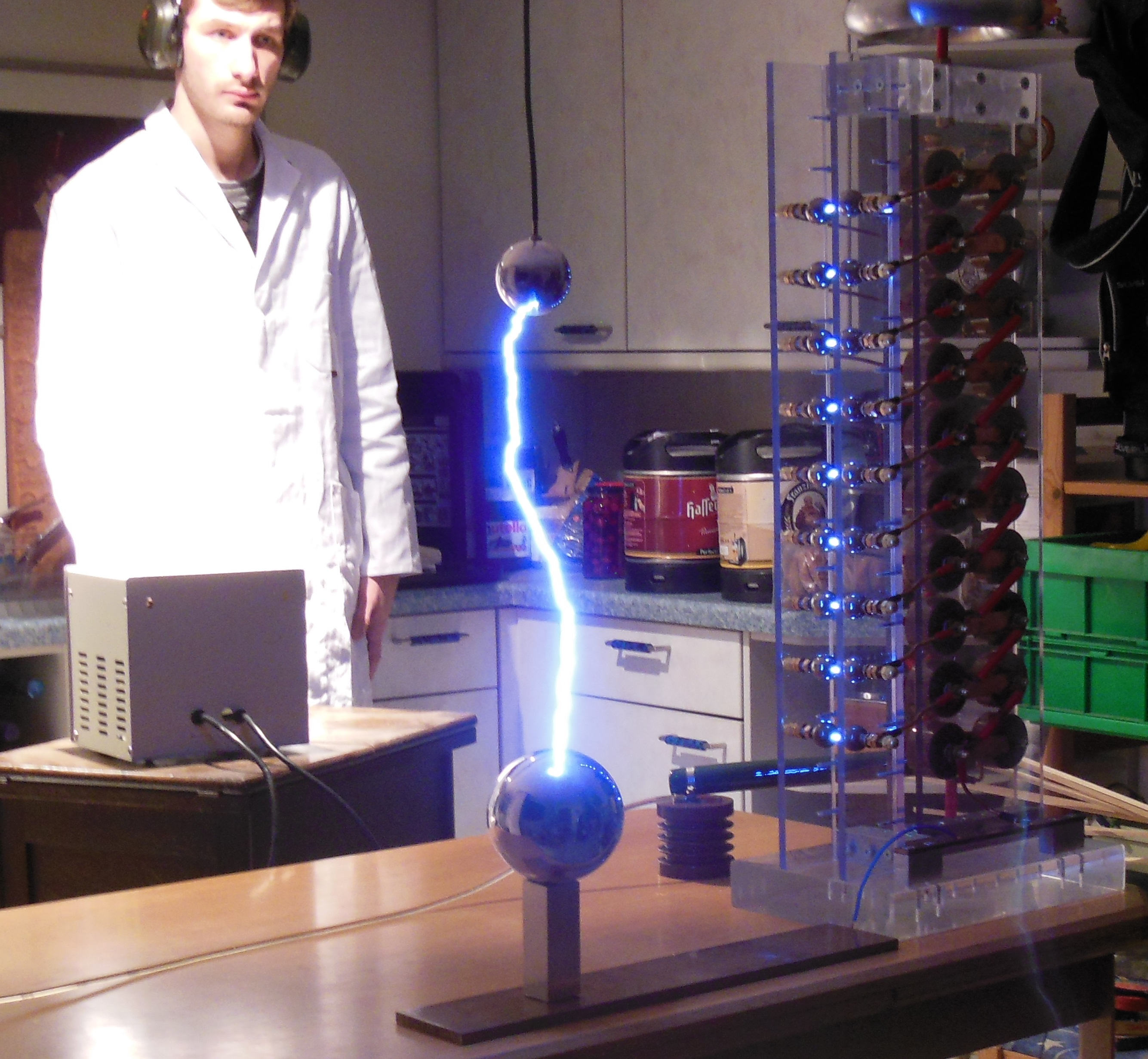
Una petita demostració generadora de Marx (torre a la dreta). És un generador de deu etapes. La descàrrega principal es troba a l'esquerra. Les nou espurnes més petites que es poden veure a la imatge són les spark-gaps que connecten els condensadors carregats en sèrie.

Un generador de Marx és un circuit elèctric descrit per primera vegada per Erwin Otto Marx el 1924. El seu propòsit és generar un impuls d’alta tensió a partir d’un subministrament de CC de baixa tensió. Els generadors de Marx s'utilitzen en experiments de física d’alta energia, així com per simular els efectes del llamp sobre l'engranatge de la línia elèctrica i els equips d’aviació. Un laboratori de 36 generadors de Marx és utilitzat per Sandia National Laboratories per generar raigs X a la seva màquina Z.

## Principi de funcionament

Diagrames generadors de Marx; Tot i que el condensador esquerre té la taxa de càrrega més gran, normalment es permet carregar el generador durant un llarg període i, finalment, tots els condensadors arriben al mateix voltatge de càrrega.

El circuit genera un impuls d’alta tensió carregant diversos condensadors en paral·lel, i després es connecta sobtadament en sèrie. Vegeu el circuit anterior. Al principi, n condensadors (C) es carreguen en paral·lel a una tensió V C mitjançant una font d'alimentació de CC a través de les resistències (R C). Els spark-gaps utilitzats com a interruptors tenen el voltatge V C a través d’ells, però els espais tenen una tensió de ruptura superior a V C, de manera que tots es comporten com a circuits oberts mentre es carreguen els condensadors. L’últim buit aïlla la sortida del generador de la càrrega; sense aquest buit, la càrrega impediria que els condensadors es carreguessin. Per crear el impuls de sortida, es produeix el trencament de la primera espurna (activada); el desglossament efectivament redueix el buit, situant els dos primers condensadors en sèrie, aplicant una tensió d'aproximadament 2 V C a través del segon bretxa. En conseqüència, el segon buit es descompon per afegir el tercer condensador a la "pila", i el procés continua trencant seqüencialment tots els buits. Aquest procés d’espurna que connecta els condensadors en sèrie per crear l’alta tensió s'anomena erecció. L'últim buit connecta la sortida de la sèrie "pila" de condensadors a la càrrega. Idealment, la tensió de sortida serà nV C, el nombre de condensadors multiplicat per la tensió de càrrega, però a la pràctica el valor és menor. Tingueu en compte que cap de les resistències de càrrega R c està sotmesa a més de la tensió de càrrega, fins i tot quan s'han aixecat els condensadors. La càrrega disponible es limita a la càrrega dels condensadors, de manera que la sortida és un impuls breu a mesura que els condensadors es descarreguen a través de la càrrega. En algun moment, les spark-gaps deixen de conduir-se i el subministrament de baixa tensió torna a carregar els condensadors.
El principi de multiplicar la tensió carregant condensadors en paral·lel i descarregant-los en sèrie també s'utilitza en el circuit multiplicador de tensió, que s'utilitza per produir altes tensions per a impressores làser i aparells de televisió de tub de raigs catòdics, que té similituds amb aquest circuit. Una diferència és que el multiplicador de tensió s'alimenta amb corrent altern i produeix una tensió de sortida de CC constant, mentre que el generador Marx produeix un impuls.

## Optimització

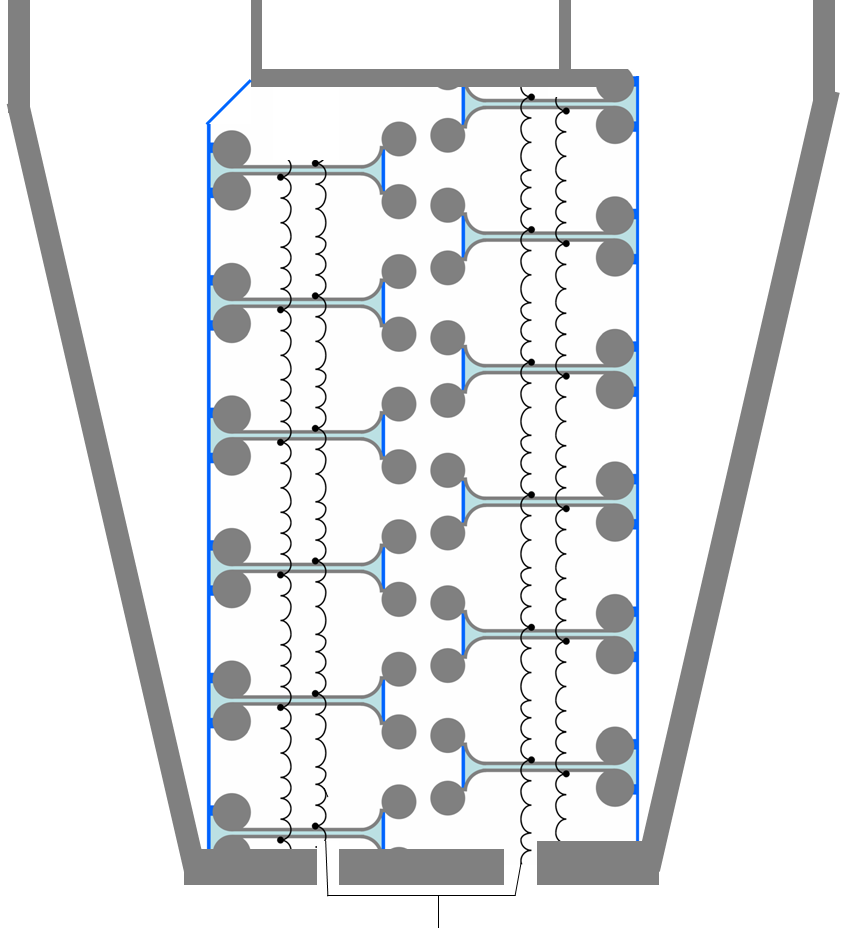
Per produir impulsos de temps d'augment de 5 ns, el generador de Marx sovint s'inclou en una guia d'ones coaxials. Les spark-gaps es col·loquen el més a prop possible per obtenir un màxim intercanvi de llum ultraviolada per una mínima fluctuació. El DC HV ve de sota, les fulles HV impulsades a la part superior cap a la línia coaxial. La doble línia d’esferes al mig són els spark-gaps, totes les altres esferes han d’evitar la descàrrega de corona. Blau = condensador d’aigua. Gris = metall sòlid. Negre = fil prim. El conductor exterior també funciona com un recipient, de manera que es pot optimitzar el gas i la pressió.

El rendiment adequat depèn de la selecció del condensador i del moment de la descàrrega. Els temps de commutació es poden millorar mitjançant el dopatge dels elèctrodes amb isòtops radioactius cesi 137 o níquel 63 i orientant els spark-gaps de manera que la llum ultraviolada d’un interruptor de foc d’il·luminació encengui els spark-gaps oberts restants. L'aïllament de les altes tensions produïdes s'aconsegueix sovint submergint el generador Marx en oli de transformador o en un gas dielèctric d' alta pressió com l'hexafluorur de sofre (SF ₆).
Tingueu en compte que com menys resistència hi hagi entre el condensador i la font d'alimentació de càrrega, més ràpid es carregarà. Així, en aquest disseny, els més propers a la font d’alimentació carreguen més ràpidament que els que es troben més lluny. Si es permet que el generador es carregui prou temps, tots els condensadors assoliran el mateix voltatge.
En el cas ideal, el tancament del commutador més proper a la font d'alimentació de càrrega aplica una tensió de 2 V al segon interruptor. A continuació, aquest interruptor es tancarà, aplicant una tensió de 3 V al tercer interruptor. Aquest commutador es tancarà, donant lloc a una cascada pel generador que produeix nV a la sortida del generador (de nou, només en el cas ideal).
Es pot permetre que el primer commutador es trenqui espontàniament (de vegades anomenat auto-trencament) durant la càrrega si el temps absolut del impuls de sortida no té importància. Tanmateix, normalment s'activa intencionadament una vegada que tots els condensadors del banc Marx han assolit la càrrega completa, ja sigui reduint la distància de la bretxa, pulsant un elèctrode de disparador addicional (com un Trigatron), ionitzant l’aire de la bretxa mitjançant una làser o reduint la pressió de l’aire dins de la bretxa.
Les resistències de càrrega, Rc, han de tenir una mida adequada tant per a la càrrega com per a la descàrrega. De vegades se substitueixen per inductors per millorar l'eficiència i una càrrega més ràpida. En molts generadors les resistències estan fetes de tubs de plàstic o vidre farcits de solució de sulfat de coure diluïda. Aquestes resistències líquides superen molts dels problemes experimentats per materials resistius sòlids més convencionals, que tenen una tendència a reduir la seva resistència al llarg del temps en condicions d’alta tensió.

## Impulsos curts
El generador de Marx també s'utilitza per generar impulsos curts d’alta potència per a les cèl·lules de Pockels, accionant un làser TEA, encesa de l'explosiu convencional d’una arma nuclear i impulsos de radar.
La curta és relativa, ja que el temps de commutació de fins i tot versions d'alta velocitat no és inferior a 1 ns i, per tant, molts dispositius electrònics de baixa potència són més ràpids. En el disseny de circuits d’alta velocitat, l'electrodinàmica és important i el generador de Marx ho sustenta en la mesura que utilitza cables curts i gruixuts entre els seus components, però el disseny és tanmateix essencialment electroestàtic. Quan es descompon el primer buit, la teoria electroestàtica pura prediu que el voltatge de totes les etapes augmenta. Tanmateix, les etapes s'acoblen capacitivament a terra i en sèrie entre si i, per tant, cada etapa es troba amb un augment de tensió que és cada vegada més feble a mesura que es troba l'escenari des del commutador; per tant, l'etapa adjacent a la de commutació troba la major pujada de tensió i, per tant, canvia al seu torn. A mesura que canvien més etapes, augmenta la tensió a la resta, cosa que agilitza el seu funcionament. Així, una pujada de tensió alimentada a la primera etapa s'amplifica i es reforça al mateix temps.
En termes electrodinàmics, quan es descompon la primera etapa, es crea una ona esfèrica electromagnètica el vector de camp elèctric del qual s'oposa a l’alta tensió estàtica. Aquest camp electromagnètic en moviment té una orientació equivocada per activar la següent etapa, i fins i tot pot arribar a la càrrega; aquest soroll davant de la vora no és desitjable en moltes aplicacions de commutació. Si el generador es troba dins d’un tub de (diem) 1 m de diàmetre, requereix al voltant de 10 reflexes d’ones perquè el camp s'assenti a condicions estàtiques, cosa que restringeix l’amplada de la vora d’impuls a 30 ns o més. Els dispositius més petits són, per descomptat, més ràpids.
La velocitat d'un commutador està determinada per la velocitat dels portadors de càrrega, que augmenta amb un voltatge més alt, i pel corrent disponible per carregar la inevitable capacitat paràsita. En els dispositius d’allaus d’estat sòlid, una alta tensió condueix automàticament a un alt corrent. Com que l’alta tensió només s'aplica per poc temps, els interruptors d’estat sòlid no s'escalfaran excessivament. Com a compensació de les tensions més altes trobades, les etapes posteriors també han de carregar menys. La refrigeració per escenaris i la recàrrega del condensador també van bé junts.

## Variants escèniques
Els díodes d’allau poden substituir una bretxa per tensions de fase inferiors a 500 volts. Els portadors de càrrega surten fàcilment dels elèctrodes, de manera que no cal ionitzar més i la jitter és baixa. Els díodes també tenen una vida més llarga que les spark-gaps.
Un dispositiu de commutació ràpida és un transistor d’allau NPN equipat amb una bobina entre la base i l'emissor. El transistor està inicialment apagat i hi ha uns 300 volts a la seva unió col·lector-base. Aquest voltatge és prou alt perquè un portador de càrrega en aquesta regió pugui crear més portadors per ionització d’impacte, però la probabilitat és massa baixa per formar una allau adequada; en canvi, flueix un corrent de fuita una mica sorollós. Quan l'etapa anterior canvia, la unió emissor-base s'empeny en biaix cap endavant i la unió col·lector-base entra en mode d’allau completa, de manera que els portadors de càrrega injectats a la regió base-col·lector es multipliquen en una reacció en cadena. Una vegada que el generador Marx ha disparat completament, cauen voltatges a tot arreu, cada allau del commutador s'atura, la seva bobina coincident posa la unió base-emissor en polarització inversa i el baix camp estàtic permet que els portadors de càrrega restants surtin de la seva unió col·lector-base.

## Aplicacions
Una aplicació és l'anomenat vagó de commutació d'una cèl·lula Pockels. S'utilitzen quatre generadors de Marx, cadascun dels dos elèctrodes de la cèl·lula de Pockels connectat a un generador d’impulsos positius i un generador d’impulsos negatius. Primer es disparen dos generadors de polaritat oposada, un a cada elèctrode, per carregar la cèl·lula de Pockels en una polaritat. Això també carregarà parcialment els altres dos generadors però no els activarà, ja que només s'han carregat parcialment prèviament. La fuita a través de les resistències de Marx ha de ser compensada per un petit corrent de biaix a través del generador. A la vora de sortida del vagó, els altres dos generadors es disparen per "invertir" la cel·la.
Els generadors Marx s'utilitzen per proporcionar impulsos d’alta tensió per a la prova d’aïllament d’aparells elèctrics com ara grans transformadors de potència o aïlladors que serveixen per donar suport a les línies de transmissió d’energia. Els voltatges aplicats poden superar els dos milions de volts per als aparells d’alta tensió.

## Altres tipus
- Generador Cockcroft-Walton: un circuit similar que té la mateixa estructura de "escala". El generador CW produeix CC rectificat a partir d’una entrada de corrent altern.
- Generador d'inversió vectorial Un dispositiu de línia de transmissió que utilitza una càrrega similar en descàrrega paral·lela en aproximació en sèrie
- Generador de compressió de flux bombat explosivament : una solució al doble problema de crear impulsos d’alta intensitat